# Häyrynen (sjö)
Häyrynen är en sjö i Finland. Den ligger i kommunen Ristijärvi i landskapet Kajanaland, i den centrala delen av landet, 500 km norr om huvudstaden Helsingfors. Häyrynen ligger 157,2 meter över havet. Den är 14,5 meter djup. Arean är 1,18 kvadratkilometer och strandlinjen är 5,64 kilometer lång. Sjön  ingår i Uleälvens huvudavrinningsområde. 